# Famille Csaholyi
La famille Csaholyi est une famille noble d’origine hongroise originaire des villages de Magyarcsaholy et d’Oláhcsaholy (actuellement en Roumanie) qui se trouvaient alors dans l’ancien comitat de Szatmár.

## Histoire
Peu de choses sont connues concernant cette ancienne famille si ce n'est qu'elle est issue d’une autre famille noble nommée Káta, cette dernière datant du XIIe siècle
En 1429, il est fait mention de cette famille qui possédait alors de nombreuses terres dans le comitat de Szatmár.
János Csaholyi est cité comme alispan du comitat de Szolnok jusqu’à sa mort en 1365. Son fils, János Csaholyi, fut quant à lui fõispán.